# Tozama daimyō

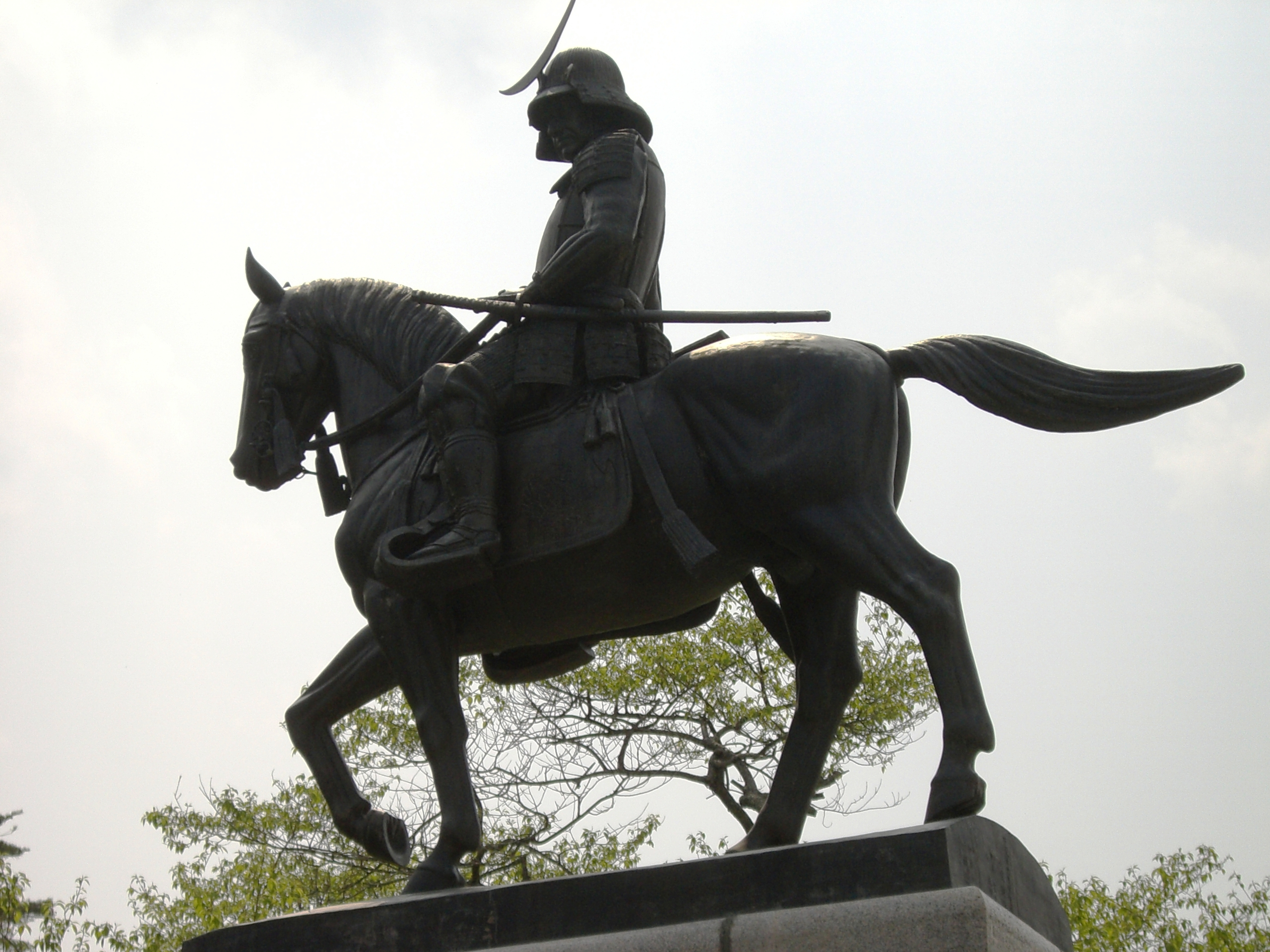
Date Masamune, un prominente tozama-daimyō.

El tozama-daimyō (外様大名 tozama daimyō?) es un término japonés que surgió durante el período Kamakura y que se siguió utilizando durante el periodo Edo para referirse a los daimyō que eran considerados como una amenaza al shōgun o que habían sido vencidos por este, los cuales eran vistos como «intrusos» o enemigos potenciales.

## Periodo Edo
Los daimyō que se sometieron al shogunato Tokugawa después de la Batalla de Sekigahara fueron clasificados como tozama-daimyō. El han más grande gobernado por los tozama era el perteneciente al clan Maeda y era el dominio de Kaga, con un valor de más de 1,000,000 koku. Otros han controlados por los tozama eran los del clan Shimazu o dominio Satsuma, el del clan Mōri, el clan Date, el del clan Hachisuka y el del clan Uesugi. La mayoría de estas familias habían vivido por siglos en el mismo lugar antes del shogunato Tokugawa.
Tokugawa Ieyasu trató muy cordialmente a los tozama durante su shogunato pero más tarde, entre 1623 y 1626, Tokugawa Iemitsu se mostró menos tolerante. Durante el siglo XVII, los tozama-daimyō del oeste de Japón gozaron de un intenso intercambio comercial, lo que el shogunato percibió como una amenaza por lo que respondió previniendo que los distintos puertos del oeste y Kyūshū comerciaran.
Para mantener vigilados a lo tozama, el shogunato estableció a los fudai-daimyō en puntos estratégicos, incluyendo los caminos principales y cerca de las ciudades importantes. Durante la mayor parte del periodo Edo, el shogunato difícilmente colocó un tozama en altos puestos de gobierno, sin embargo esta situación cambió durante el Bakumatsu, cuando un tozama-daimyō (Matsumae Takahiro) se convirtió en rōjū.
Tozama-daimyō del dominio Satsuma y del dominio Chōshū (de los clanes Shimazu y Mōri respectivamente) fueron los responsables de la caída del shogunato Tokugawa durante el periodo conocido como Bakumatsu. Añadiendo otros tozuma a su causa, pelearon contra las fuerzas del shōgun durante la Guerra Boshin de 1868 – 1869. Muchos habitantes de Satsuma y Chōshū dominaron puestos políticos en las siguientes décadas, de igual modo durante el siglo XX.